# グランザイムA
グランザイムA(Granzyme A、EC 3.4.21.78)は、以下の化学反応を触媒する酵素である。
フィブロネクチン、IV型コラーゲン、ヌクレオリンを含むタンパク質を加水分解する。小分子内の-Arg-, -Lys- >> -Phe-を選択的に切断する。
この酵素は、細胞傷害性T細胞中に存在する。